# Migori (stad)
Migori is een stad in de Keniaanse provincie Nyanza. Migori is de hoofdstad van het gelijknamige district en ligt 50 km ten zuiden van Kisii en 20 km ten noorden van de Tanzaniaanse grens. In de stad wonen 31.644 mensen (peildatum 1999). Migori is verbonden met een weg, die in slechte conditie is, naar het natuurreservaat Masai Mara.
In dit gebied werd goud gewonnen.